# NGC 4408
NGC 4408 est une galaxie lenticulaire compacte, située dans la constellation de la Chevelure de Bérénice. NGC 4408 a été découverte par l'astronome prussien Heinrich Louis d'Arrest en 1865.

## Caractéristiques

### Distance
Sa vitesse par rapport au fond diffus cosmologique est de 7 810 ± 20 km/s, ce qui correspond à une distance de Hubble de 115,2 ± 8,1 Mpc (∼376 millions d'al).
À ce jour, une mesure non basée sur le décalage vers le rouge (redshift) donne une distance d'environ 114,000 Mpc (∼372 millions d'al). Cette valeur est à l'intérieur des valeurs de la distance de Hubble.